# Maiforelle
Die Maiforelle (Salmo schiefermuelleri) ist eine auf Grundlage von alten Beschreibungen bekannte und vielleicht ausgestorbene Fischart aus der Familie der Lachsfische (Salmonidae). Sie kam in subalpinen Seen im Einzugsbereich der Donau vor, so im Attersee, im Traunsee und Fuschlsee in Österreich, und möglicherweise auch im Vierwaldstättersee in der Schweiz. Zu dieser Art existiert kein Belegmaterial und ihr Status ist deshalb zweifelhaft. Der Trivialname weist auf die Befischung im Mai hin, in dem die Art in flachem Wasser anzutreffen war, wahrscheinlich, um zu laichen.

## Merkmale
Maiforellen erreichten bis zu 70 Zentimeter Körperlänge. Der Körper war silbrig mit schwarzem Rücken und roten Flecken auf den Flanken sowie X-förmigen oder eckigen schwarzen Flecken auf den oberen zwei Dritteln der Flanken. Die Schwanzflosse war tief eingekerbt.

## Lebensweise
Die Art hielt sich den größten Teil des Jahres in tiefem Wasser auf und kam nur im Mai zum Laichen an die Seeufer. Die Eier waren weiß und hatten etwa 2 Millimeter Durchmesser. Als Nahrung dienten Fische.